# Round Top
Round Top és una població dels Estats Units a l'estat de Texas. Segons el cens del 2000 tenia 77 habitants.

## Demografia
Segons el cens del 2000, Round Top tenia 77 habitants, 43 habitatges, i 22 famílies. La densitat de població era de 31 habitants per km².
Dels 43 habitatges en un 9,3% hi vivien nens de menys de 18 anys, en un 46,5% hi vivien parelles casades, en un 4,7% dones solteres, i en un 48,8% no eren unitats familiars. En el 44,2% dels habitatges hi vivien persones soles el 37,2% de les quals corresponia a persones de 65 anys o més que vivien soles. El nombre mitjà de persones vivint en cada habitatge era d'1,79 i el nombre mitjà de persones que vivien en cada família era de 2,41.
Per edats la població es repartia de la següent manera: un 10,4% tenia menys de 18 anys, un 0% entre 18 i 24, un 11,7% entre 25 i 44, un 37,7% de 45 a 60 i un 40,3% 65 anys o més.
L'edat mediana era de 58 anys. Per cada 100 dones de 18 o més anys hi havia 68,3 homes.
La renda mediana per habitatge era de 43.125 $ i la renda mediana per família de 50.625 $. Els homes tenien una renda mediana de 42.500 $ mentre que les dones 41.875 $. La renda per capita de la població era de 25.488 $. Cap de les famílies i el 4,8% de la població estaven per davall del llindar de pobresa.

## Poblacions més properes
El següent diagrama mostra les poblacions més properes.